# Vicq-sur-Breuilh
Vicqu-sur-Breuilh ist eine französische Gemeinde in der Region Nouvelle-Aquitaine, im Département Haute-Vienne, im Arrondissement Limoges und im Kanton Eymoutiers. 

## Geografie und Infrastruktur
Das Gemeindegebiet wird vom namengebenden Fluss Breuilh durchquert, an der östlichen Gemeindegrenze verläuft der Blanzou.
Die Nachbargemeinden sind Saint-Jean-Ligoure und Pierre-Buffière im Nordwesten, Saint-Hilaire-Bonneval im Norden, Saint-Genest-sur-Roselle im Nordosten, Glanges im Osten, Saint-Germain-les-Belles und Magnac-Bourg im Südosten, Château-Chervix im Südwesten und Saint-Priest-Ligoure im Westen.
Der Bahnhof Magnac-Vicq ist die gemeinsame Bahnstation mit Magnac-Bourg.

## Bevölkerungsentwicklung
| Jahr      | 1962 | 1968 | 1975 | 1982 | 1990 | 1999 | 2006 | 2017 |
| --------- | ---- | ---- | ---- | ---- | ---- | ---- | ---- | ---- |
| Einwohner | 1384 | 1275 | 1082 | 1019 | 1033 | 1087 | 1237 | 1324 |

## Sehenswürdigkeiten
- Burgruine resp. Überreste eines Schlosses aus der Renaissancezeit, seit 1996 Monument historique
- Kriegerdenkmal
- romanisch-gotische Kirche Saint-Martin, erbaut im 17. Jahrhundert

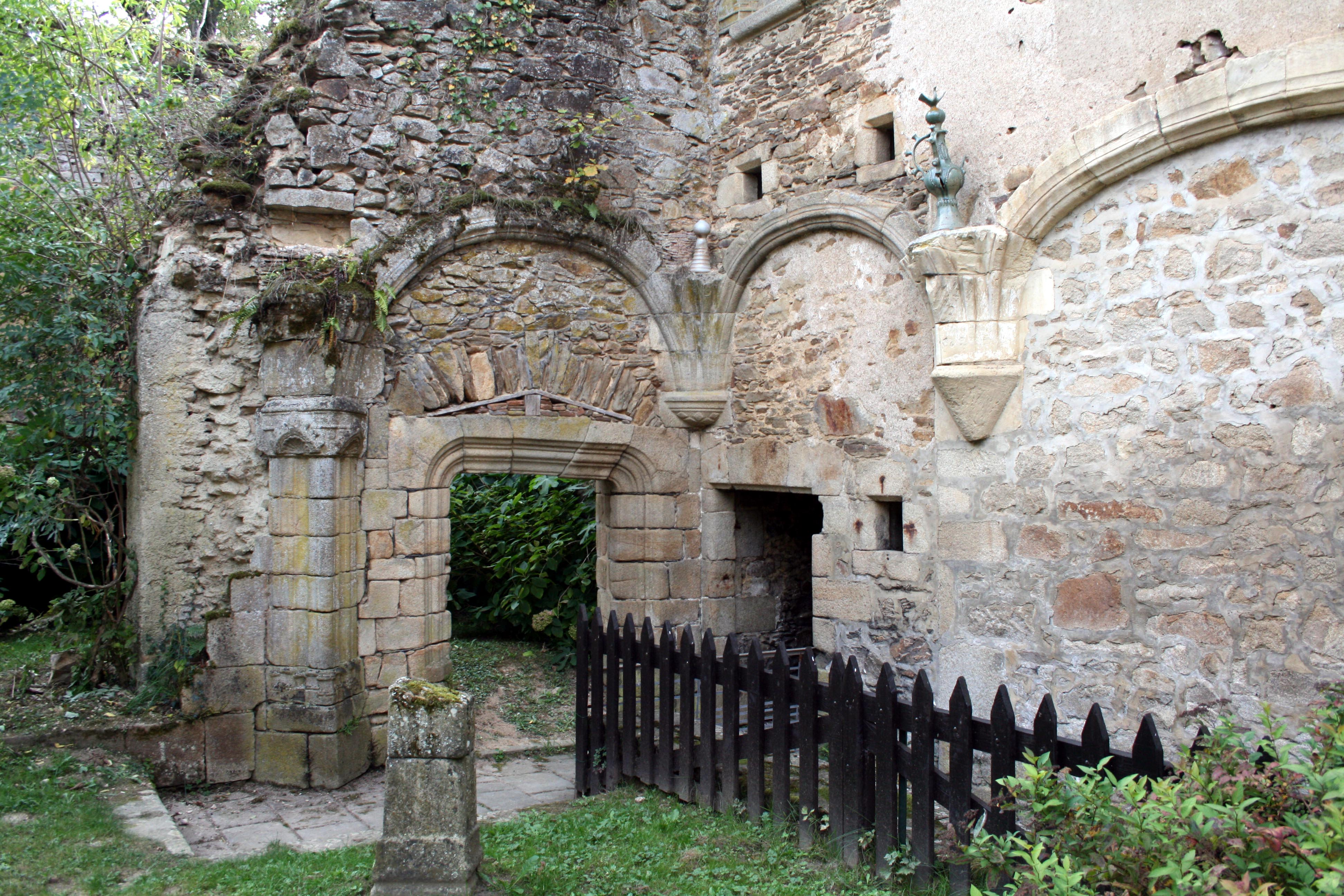
Überreste des kleinen Schlosses von Vicq-sur-Breuilh

- Kapelle Notre-Dame des Chauveix